# Ромченко Сергій Васильович
Сергій Васильович Ромченко ( 1893 - 1970 ) - партійний діяч, голова Смоленського облвиконкому, член ВКП(б) з 1917 

## Біографія
Сергій Ромченко народився 1893 року в Новгороді-Сіверському . Закінчив чотирикласне міське училище у 1910 році . З 1911 року Ромченко працював писарем. У 1914 році він склав іспити на звання вчителя . Після Лютневої революції Ромченко вступив до партії більшовиків, а після Жовтневої революції став керівником Новгород-Сіверської партійної організації та повітового виконкому  . Очолював воєнревком під псевдонімом Звонов  .
У роки Громадянської війни працював на партійних посадах на Чернігівщині та Вінниччині. У 1926 році Ромченко закінчив московський інститут народного господарства, після чого працював у Наркомземі. В 1928 він був направлений на роботу в Середню Азію  .
З 1933 року Ромченко працював у Західній області головою В'яземської державної міжрайонної комісії з визначення врожайності та розмірів валового збору зернових культур, у березні 1935 року – головою Смоленської державної комісії з урожайності, з вересня 1936 року – уповноваженої державної комісії з урожайності Західної області. квітня 1937 - начальника Смоленського обласного управління нархозучот  .
У період із 26 серпня по 15 жовтня 1937 року Ромченко виконував обов'язки голови Смоленського облвиконкому. З березня 1938 він працював заступником голови Смоленського облвиконкому, але вже восени того ж року був знятий з посади  .
Станом на 1957-58 р.р. проживав у Москві, був на пенсії ,  .
Відомостей про подальше життя немає  . Помер у 1970 році, похований у колумбарії Новодівичого цвинтаря Москви  .